# Larry Kusche
Lawrence David Kusche (Racine, Wisconsin, 1 de novembro de 1940) é um escritor, piloto e instrutor de voo estadunidense. Kusche é conhecido por suas obras sobre os misteriosos desaparecimentos ocorridos na área do Triângulo das Bermudas, no Oceano Atlântico.

## Biografia
Larry Kusche nasceu em Racine, Wisconsin e cresceu em Phoenix, Arizona. No início dos anos 1970, tornou-se interessado no mistério do Triângulo das Bermudas, enquanto trabalhava como bibliotecário em sua cidade natal, época em que ele foi confrontado com numerosas perguntas relacionadas com o Triângulo. Isso o levou a começar a reunir informações de fontes variadas. Quando começou sua pesquisa para o primeiro livro, afirmou que achava que o Triângulo era realmente um mistério, mas sua investigação o convenceu de que praticamente todos os incidentes foram causados por tempestades ou acidentes, outros haviam ocorrido fora da área do Triângulo e muitos outros não tinha provas de que tivessem ocorrido de fato. Sua conclusão foi que o Triângulo era um "mistério fabricado", resultado da pesquisa e informação de más qualidade e, ocasionalmente, falsificação deliberada dos fatos.
Kusche escreveu The Disappearance of Flight 19 após estudar o relatório resultante da investigação realizada pela Marinha, entrevistar muitos membros desta instituição que estiveram presentes no curso das investigações, e de voar, ele mesmo, na mesma rota. Na época, afirmou-se que os cinco aviões desaparecidos tinham sido vítimas das forças misteriosas do Triângulo. Kusche explicou por que, na sua opinião, o avião que liderava o grupo pensou, erroneamente, que estava em Florida Keys, por que o piloto disse que sua bússola havia falhado e por que os destroços ainda não foram encontrados.
Após a publicação de seus livros, Kusche tornou-se membro do Comitê para a Investigação Cética.
Larry Kusche é também autor de Larry Kusche's Popcorn Cookery, publicado em 1977, um livro que detalha várias receitas para o preparo de pipocas. Sobre este, o autor comenta, "Este livro ensina como você deve fazer pipocas, cientificamente falando".